# Marcus Ulpius Titus
Marcus Ulpius Titus war ein im 2. Jahrhundert n. Chr. lebender Angehöriger der römischen Armee. Durch eine Inschrift, die in Novi Sad gefunden wurde, ist seine militärische Laufbahn bekannt.
Titus stammte aus Sirmium und diente als Centurio in den folgenden Legionen (in dieser Reihenfolge): in der Legio II Adiutrix pia fidelis, die ihr Hauptlager in Aquincum in der Provinz Pannonia inferior hatte, in der Legio I Adiutrix, die ihr Hauptlager in Brigetio in Pannonia superior hatte, in der Legio XIII Gemina, die ihr Hauptlager in Apulum in Dakien hatte, in der Legio V Macedonica, in der Legio XIIII Gemina, die ihr Hauptlager in Carnuntum in Pannonia superior hatte, und zuletzt ein weiteres Mal in der Legio II Adiutrix.
Die Inschrift wird bei der EDCS und bei der EDH auf 101/150 datiert. James Robert Summerly datiert die Laufbahn von Titus zwischen 120 und 250.